# ولایت‌های تاجیکستان

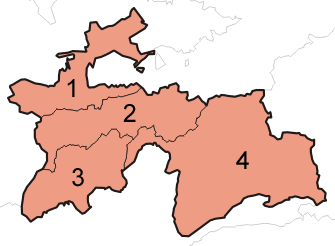
نقشه تقسیمات کشوری تاجیکستان (۱- ولایت سغد، ۲- ناحیه‌های تابع جمهوری، ۳- ولایت ختلان، ۴- ولایت مختار کوهستان بدخشان)

بنا بر قانون تقسیمات کشوری، تاجیکستان به واحدهای زیر تقسیم شده‌است:
- ولایت مختار کوهستان بدخشان به مرکزیت خاروغ
- ولایت سغد به مرکزیت خجند
- ولایت ختلان به مرکزیت قُرغان‌تپه
- ناحیه‌های تابع جمهوری که یک واحد اداری را تشکیل می‌دهند و شامل هیچ‌کدام از ولایت‌ها نیستند و مستقیماً از پایتخت کشور اداره می‌شوند.

در تاجیکستان هر ولایت (معادل استان در تقسیمات کشوری ایران) به چندین ناحیه (معادل شهرستان در تقسیمات کشوری ایران) و هر ناحیه به چندین جماعت دهات (معادل دهستان در تقسیمات کشوری ایران) و هر جماعت به چندید ده (معادل روستا در تقسیمات کشوری ایران) تقسیم می‌گردد.
براساس آخرین تقسیمات کشوری در بهار ۱۳۸۸ خورشیدی، کشور تاجیکستان از یک ولایت مختار، دو ولایت، ۱۷ شهر، ۵۸ ناحیه (از آن جمله ۱۳ ناحیه تابع پایتخت) و ۵۴ شهرک تشکیل یافته‌است: 
| نام ولایت            | مرکز     | مساحت (کیلومتر مربع) | تعداد ناحیه‌ها | تعداد جماعت دهات | تعداد شهرها |
| -------------------- | -------- | -------------------- | ------------- | ---------------- | ----------- |
| کوهستان بدخشان       | خاروغ    | ۶۴٬۲۰۰               | ۷             | ۴۱               | ۱           |
| سغد                  | خجند     | ۲۶٬۱۰۰               | ۱۸            | ؟                | ۸           |
| ختلان                | قرغان‌تپه | ۲۴٬۶۰۰               | ۲۱            | ؟                | ۶           |
| ناحیه‌های تابع جمهوری | دوشنبه   | ۲۸٬۴۰۰               | ۱۳            | ۱۰۰              | ۵           |